# Верхнеуральск
Верхнеура́льск — город (с 1781 г.) в России. Административный центр Верхнеуральского района Челябинской области России. Образует Верхнеуральское городское поселение.
Население 8861 чел (2023).
Город расположен на левом берегу реки Урал, в 230 км от областного центра города Челябинска и 60 км от города Магнитогорска.

## История
Верхнеуральск является старейшим городом как Челябинской области, так и Южного Урала. Был основан как Верхояицкая пристань в 1734 году, в эпоху развития восточной окраины Российского государства, с разрешения башкирского тархана Таймаса Шаимова.. В 1736 году, из-за нападения башкир на обоз с продовольствием и фуражом, следующим из Теченской слободы, большая часть гарнизона пристани погибла от голода и обморожений, оставшиеся были эвакуированы в Оренбургскую крепость. В 1737 году восстановлена полковником В. Н. Татищевым как крепость.
Во время крестьянской войны 1773—1775 годов под предводительством Е. И. Пугачёва крепость нападению не подвергалась. После подавления пугачёвского восстания в 1775 году повелением Екатерины II река Яик была переименована в Урал, а крепость, соответственно, в Верхнеуральскую. В 1781 году получен статус города.
В 1838 году Верхнеуральская крепость перестала существовать. Нынешний посёлок Форштадт стал станицей Верхнеуральской, а все крепостные редуты — посёлками.
Уездный город Уфимской губернии (1919—1920), Челябинской губернии (1920—1923), районный центр Уральской области (1923—1934), с 1934 года районный центр Челябинской области.

## Современность
Социально-культурный облик города представлен двумя общеобразовательными школами, агротехнологическим техникумом — казачьим кадетским корпусом, краеведческим музеем, детской школой искусств, домом культуры, досуговым центром «Юность», стадионом, больничным городком.
Верхнеуральск — город памятников истории и архитектуры. Старина придаёт городу неповторимую самобытность. 54 здания, прошедших экспертизу в департаменте культурного наследия Министерства культуры России, объявлены памятниками истории и культуры. Это Никольский собор (постройки 1875 г.), здание реального училища (1911 г.), здание Народного дома (1910 г.), дом генерала Старикова (1906 г.) и др.

## Климат
Климат умеренный континентальный.
| Показатель              | Янв.  | Фев.  | Март | Апр. | Май  | Июнь | Июль | Авг. | Сен. | Окт. | Нояб. | Дек.  | Год |
| ----------------------- | ----- | ----- | ---- | ---- | ---- | ---- | ---- | ---- | ---- | ---- | ----- | ----- | --- |
| Средняя температура, °C | −15,3 | −14,9 | −8,2 | 3,3  | 11,3 | 16,8 | 18,0 | 15,7 | 9,8  | 2,9  | −6,5  | −13,5 | 1,6 |
| Норма осадков, мм       | 17    | 15    | 18   | 25   | 38   | 53   | 67   | 49   | 29   | 22   | 20    | 19    | 372 |
| Источник: .             |       |       |      |      |      |      |      |      |      |      |       |       |     |

Верхнеуральск — полюс холода Челябинской области, где, зимой холоднее, чем в остальных населённых пунктах Южного Урала, к примеру, 2 и 4 января 2013 года тут температура опустилась до -35.8° С -36° С и 18 января 2013 года до -36° С а 4 января 2014 года температура опускалась до -38.5° С, в ноябре 2016 года 15—16 числа было -36.8° С и -36.3° С, 20 ноября -40°, в ночь на 11 августа 2017 года был зафиксирован летний заморозок -0.6° С, а 12 и 18 декабря 2017 года было -30.9° С и -36.3° С соответственно, 23 февраля 2014 года был зарегистрирован абсолютный рекорд холода 3-й декады февраля -45.3° С

## Население
| 1856    | 1897    | 1913    | 1926    | 1931  | 1939    | 1959    | 1970    | 1979    | 1989    |
| ------- | ------- | ------- | ------- | ----- | ------- | ------- | ------- | ------- | ------- |
| 3400    | ↗11 100 | ↗17 400 | ↘10 000 | ↘9900 | ↗11 200 | ↗11 700 | ↘10 534 | ↘10 530 | ↗10 893 |
| 1992    | 1996    | 1998    | 2000    | 2001  | 2002    | 2003    | 2005    | 2006    | 2007    |
| ↘10 600 | ↘10 000 | ↘9900   | →9900   | ↘9800 | ↗10 054 | ↗10 100 | ↗10 200 | →10 200 | ↗10 300 |
| 2008    | 2009    | 2010    | 2011    | 2012  | 2013    | 2014    | 2015    | 2016    | 2017    |
| →10 300 | ↘10 267 | ↘9457   | ↘9454   | ↘9398 | ↗9408   | ↘9342   | ↘9279   | ↗9321   | ↘9312   |
| 2018    | 2019    | 2020    | 2021    | 2023  |         |         |         |         |         |
| ↗9340   | ↘9276   | ↗9282   | ↘8929   | ↘8861 |         |         |         |         |         |

На 1 января 2025 года по численности населения город находился на 955-м месте из 1124 городов Российской Федерации.

## Образование

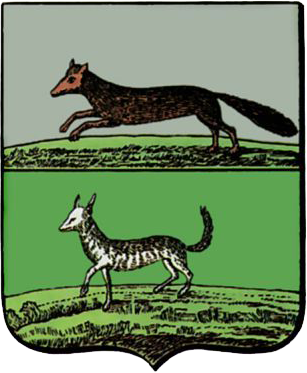
Герб (1782)

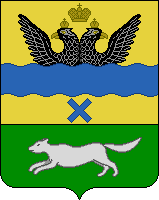
Герб (1839)

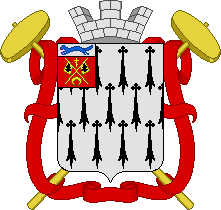
Проект герба Верхнеуральска середины 19 в.

Обелиск «Европа-Азия»

Первая школа открылась в Верхнеуральске в 1797 году, в ней обучалось около сотни ребят из солдатских и казачьих семей. Школьная программа была ориентирована не столько на образование, сколько на подготовку к военной службе. К 1838 году в уезде работало 30 школ. В 1902 году начальные школы были почти во всех станицах. При мечетях велось обучение детей мусульман. В 1906 году открылась женская прогимназия, в 1911 году — реальное училище. В 1919 году после установления советской власти действовало 75 школ, из которых 65 были начальными с двухгодичной программой обучения. Активно прошла кампания по ликвидации безграмотности (18 пунктов ликбеза в 1927 году) под лозунгом «Просвещение в массы трудящихся».
В настоящее время в Верхнеуральске две общеобразовательные школы:
- средняя общеобразовательная школа № 1,
- средняя общеобразовательная школа № 2.

Также в Верхнеуральске находится старейший в Челябинской области агротехнический лицей № 133, которому в 2019 году исполнилось 85 лет. В 2011 году он был реорганизован в Верхнеуральский агротехнологический техникум — казачий кадетский корпус.

## Культура
В конце XIX века Верхнеуральск стал не только административным, но и культурным центром уезда. Для увеселения горожан служил дом офицерских семей и собраний.
В 1886 году открылась первая в Верхнеуральске типография. До 1917 г. в городе издавались газеты «Верхнеуральский вестник», «Верхнеуральский листок», «Телефон». В 2007 г. отметила своё 100-летие районная газета «Красный уралец», старейшее периодическое издание в Челябинской области.
В 1909 году пригласил первых зрителей электротеатр «Прогресс». Позднее появился кинотеатр «Люкс», в здании которого в 1937 году был открыт районный дом культуры. Здесь работали кружки художественной самодеятельности, в том числе театр рабочей молодёжи. В 1946 году был создан первый хоровой коллектив. С 1951 года ежегодно проводятся районные смотры художественной самодеятельности.
В настоящее время в число культурных учреждений Верхнеуральска входят библиотека, краеведческий музей с двумя отдельно стоящими залами, выставочный зал, кинотеатр «Юность», музыкальная школа и школа искусств. Одной из достопримечательностей Верхнеуральска является панорама битвы за гору Извоз, созданная жителями посёлка, в основном, на собственные средства.
В районе пользуются популярностью местные издания: «Наследие», «Красный уралец», «Народная газета», «По секрету всему свету» и др. Успешно работают районные радиовещание и телестудия. Издаются поэтические сборники местных авторов. Возрождён кинотеатр.

## Достопримечательности
- Купеческие дома. Влияние купечества отразилось наиболее ярко в наличии большого количества зданий и сооружений. Верхнеуральск можно отнести к городам, хранящим архитектурный генофонд Урала[27].
- Диорама боя на горе Извоз. События, отображенные в зале краеведческого музея Верхнеуральска, происходили во время Гражданской войны. Челябинский художник Василий Андреевич Неясов выбрал для работы сюжет боя на горе Извоз. Художник приезжал в Верхнеуральск в конце 1960-х годов, когда еще были живы ветераны того боя. Он расспрашивал их, оценивал масштабы происходившего и, можно сказать, внутренне готовился к созданию произведения по этой теме. Василий Андреевич затратил на работу по созданию диорамы шесть лет, трудился с 1970 по 1975 годы. Предметный рельеф местности занимает 14 квадратных метров. В этой части работы автору помогали художники Ю. И. Данилов и Я. З. Корсунский. Какие-то из вещей, использовавшихся при работе, являются подлинными. Остальные — бутафорские. Художнику Неясову удалось добиться главного — эффекта присутствия[28].
- Стела к 250-летию основания Верхнеуральска. В 1984 году на набережной реки Урал была установлена стела, указывающая, что Верхнеяицкая пристань основана 31 января 1734 года. По этой дате годом основания признается именно 1734 год. В 2006 году на предполагаемом месте расположения Верхнеяицкой крепости организовали сквер, где установили географический знак, указывающий, что здесь проходит граница Европы и Азии. Чуть в стороне от знака водрузили камень с памятной доской, на которой начертано, что в этом месте правый берег Урала принадлежит Европе, а левый – Азии[29].
- Памятник «Красный пулеметчик». Создан скульптором Брониславом Магановым. Всего в Челябинской области было установлено 30 памятников этого скульптора. Его «Пулеметчик» появился в Верхнеуральске в 1927 году.
- Сквер воинской славы верхнеуральцев. Вдоль аллеи установлены обелиски и памятники защитникам Отечества в мирное время, пограничникам, военным морякам. Возвышается над всеми этими сооружениями фигура солдата времен Великой Отечественной войны[30].
- Мельница купца Гогина. Документальных подтверждений истории строительства и начала эксплуатации паровой мельницы Гогина, как указывается в публикации краеведческого музея Верхнеуральска, обнаружено немного. Известно, что оборудование для своей вальцово-крупчатой мельницы, в частности паровые машины, купец заказывал в Германии. Всего паровых машин было три. Две из них были задействованы в технологическом процессе на производстве муки, а одна вырабатывала электроэнергию для освещения нескольких домов богатых верхнеуральцев и зданий государственных учреждений. Здание бывшей паровой мельницы Гогина до сих пор эксплуатируется, но уже не в качестве мельницы. Производство муки, которое здесь было налажено с 1909 года, прекратилось накануне наступления XXI века. Дата производства первого пуда муки упоминается в энциклопедии Челябинской области. Личности Василия Егоровича Гогина в истории Верхнеуральска отводится особая страница. Городской голова, владелец первой паровой мельницы. Купец первой гильдии Гогин построил в Верхнеуральске реальное училище. Его стараниями в городе появилось электрическое освещение, телефонная связь, первый автомобиль. Он отдал под отделение Сибирского торгового банка собственное здание. За все эти деяния заслуженно получил звание потомственного почетного гражданина[31].
- Верхнеуральская тюрьма. В 1908 году началось строительство каменной стационарной тюрьмы. В августе 1914 года строительство завершилось. Подряд на строительство новой тюрьмы был передан инженеру-строителю Сафронову. Место под строительство оказалось удачным. У слияния двух рек Урлядки и Сухой располагалось месторождение глины. Что позволило организовать здесь производство кирпича. Для этого построили завод производительностью 450 000 кирпичей в год. Обжигали кирпич на древесном угле. Сейчас в тюрьме работает музей[32].
- Часовня Табынской Божией Матери. В 2016 году местный краевед Василий Алексеевич Ашитков опубликовал статью о крестном ходе 1856 года и о том, что тогда местные жители построили часовню в честь большого для них события. После публикации статьи жители Верхнеуральска решили повторить подвиг своих предков и тоже возвести часовню. Имя ей без сомнения выбрали по имени иконы Табынской Божией Матери[33].
- Некрополь. Василий Алексеевич Ашитков, проникшись рассказами матери, своими силами очищал площадь старой части кладбища, куда скидывался мусор, находил и чистил старые захоронения. Первое надгробие, которое удалось отыскать и очистить, принадлежало могиле протоиерея Льва Васильевича Емельянова. Его захоронение датируется 1885 годом. Церковь Всех Святых была возведена на средства этого человека. Таким порядком Василий Алексеевич по большей части самостоятельно отыскал и восстановил 85 могил известных в прошлые годы в Верхнеуральске гражданских и военных лиц. Почти все они принадлежат дореволюционному периоду истории города. Помощь оказывали земляки во время подъема и установки тяжелых памятников[34].
- Собор Святителя Николая, архиепископа Мир Ликийских. По данным, указанным в разных источниках, храм построен либо в 1870 году, либо в 1875 году. Освятили церковь 5 мая 1875 года. Деньги на строительство выделил купец первой гильдии Н. П. Рытов. Поэтому в народе собор имеет второе название — Рытовский. Считается, что строили собор по проекту известного архитектора К. А. Тона, работавшего в русско-византийском стиле. По внешним данным, он напоминает уменьшенную копию храма Христа Спасителя. В 1891 году в честь посещения Верхнеуральска будущим императором Николаем Вторым здесь был отслужен посвященный ему молебен[35]. «Построена иждивением верхнеуральского купца Николая Петровича Рытова, стоила 6100 рублей. Устроена «во имя святителя и чудотворца Николая», – так сообщается в архивном фонде Оренбургской духовной консистории, об архитекторе не говорится ничего, скорее всего, строитель церкви взял за основу один из многочисленных «образцовых» проектов из альбома К. Тона[36].
- Верхнеуральский краеведческий музей. 13 августа 1948 года директором краеведческого музея Магнитогорска Д. А. Петковым был назначен сотрудник, который в самом начале занимался созданием верхнеуральского филиала, М. Р. Уфимцев. В приказе № 93 от 13.08.1948 года так и написано: «Командировать т. Уфимцева М. Р. в город Верхнеуральск для работы по организации филиала музея». Под музей тогда было отведено здание по улице Ленина, 33а. Филиалом Магнитогорского Верхнеуральский музей был более десяти лет. Фонды формировались как за счёт верхнеуральцев, так и благодаря своему «создателю» — последний акт передачи экспонатов датирован 2 февраля 1959 года. По крупицам в течение многих и многих лет хранилище пополнялось ценнейшими документами, личными архивами, письмами, предметами быта и другими интересными находками. В январе 1959 года Верхнеуральский краеведческий музей становится самостоятельным учреждением культуры. За десяток лет здесь существенно прибавился список экспонатов, менялись директора, сотрудники, но фонды заметно выросли[37].
- Колокольня Свято-Никольского храма[38].
- Икона Табынской иконы Божией матери в Никольском храме[39].

## Здравоохранение
История Верхнеуральского здравоохранения ведёт свой отсчёт с 1850 года, когда была открыта первая амбулатория. Спустя восемь лет была построена первая больница на 30 коек. В начале XX века больницей заведовал доктор Н. А. Клячкин. В 1933 году Президиум ВЦИК присвоил ему звание «Герой труда» за восстановление больницы и помощь красным партизанам в период Гражданской войны. Почти четверть века главным врачом больницы был К. П. Нужнов, удостоенный в 1947 году звания «Заслуженный врач РСФСР». Благодаря его усилиям в Верхнеуральске на окраине города был построен медицинский городок.
В настоящее время в систему здравоохранения Верхнеуральской центральной районной больнице входят 7 больниц на 445 коек и 38 фельдшерско-акушерских пунктов, две амбулатории, где работают 46 врачей, 320 медсестёр. Трём медикам-верхнеуральцам присвоено звание «Заслуженный врач РСФСР».
Санитарную службу в районе проводит Магнитогорский филиал областного центра Госсанэпиднадзора, осуществляющий надзор над таким крупным объектом как Верхнеуральское водохранилище.
Широко известен за пределами области пансионат с лечением «Карагайский бор», в котором отдыхающим оказываются разнообразные медицинские услуги.

## Спорт и физическая культура
Первые состязания в Верхнеуральском уезде — конные, устраивались среди казаков ещё в середине XIX века. В 1864 году в станице Варшавской были устроены конные скачки, в которых участвовали казаки пяти полков. В ноябре 1920 года в рамках празднования годовщины Октябрьской революции впервые были проведены соревнования по лёгкой атлетике. К 1927 году в районе действовали 8 спорткружков, в которых занимались 734 человека. В Верхнеуральске богатые спортивные традиции: футбол и шахматы, стрелковые виды спорта, лёгкая атлетика, лыжи и коньки, волейбол, городошный спорт, силовое многоборье, пауэрлифтинг.
Для развития спорта в районе сделали много учителя физической культуры и тренеры-общественники, поэтому спортсмены-верхнеуральцы не раз участвовали и побеждали в районных, областных, российских и международных соревнованиях. Славные спортивные традиции у клуба «Гармония». Команда клуба неоднократно была призёром на областной летней сельской олимпиаде «Золотой колос». Больших успехов добились верхнеуральские спортсмены в силовом многоборье, завоевав чемпионские титулы на областных и всероссийских турнирах. В 1989—2002 годах подготовлено 11 кандидатов в мастера спорта и 19 спортсменов 1-го разряда.
В 2004 году верхнеуральцам было доверено проведение финальных стартов XXVII областной летней сельской олимпиады «Золотой колос». На реконструированном стадионе имени братьев Кашириных соревновались сильнейшие сельские спортсмены из 21 района области. Успешно выступили верхнеуральские спортсмены, ставшие победителями в конном спорте и призёрами в лёгкой атлетике и гиревом спорте. 

## Религия
Православные храмы
- Собор Николая Чудотворца

## Знаменитые уроженцы
- Иванова, Ольга Эриковна — российская тхэквондистка, заслуженный мастер спорта России, чемпионка мира 2013 года, призёр Универсиады 2011 года, чемпионатов Европы и Европейских игр.
- Каширин, Николай Дмитриевич — советский военный деятель, командарм 2-го ранга (1935), командующий войсками Северо-Кавказского военного округа, начальник Управления боевой подготовки РККА.